# Onderstroom
Een onderstroom is een zeestroming onder het wateroppervlak. Deze kan ontstaan als onderdeel van de Ekmanspiraal. De thermohaliene circulatie bestaat deels uit onderstromen. Een andere oorzaak doet zich voor bij zeestraten. Zo verdampt er in de Middellandse Zee meer water dan er aangevoerd wordt door rivieren. Via de Straat van Gibraltar wordt er dan ook water aangevoerd uit de Atlantische Oceaan. Als tegenbeweging ontstaat er een onderstroming van zouter water uit de Middellandse Zee richting Atlantische Oceaan. In de Oostzee is de situatie omgekeerd. Hier verdampt minder water dan er door rivieren aangevoerd wordt. Het zoete Oostzeewater stroomt de Sont en de Grote en Kleine Belt uit, wat een onderstroom van zout Atlantisch water veroorzaakt.

## Kust
Bij de waterlijn aan de kusten doet zich onderstroom voor wanneer het oppervlaktewater van de zee door heersende winden opgestuwd wordt. Als gevolg van getijdewerking kan dit effect nog versterkt worden. Zie ook: muistroom.
Tijdens oostenwind is in Nederland, België en Frankrijk het de gunstigste omstandigheid om langs de vloedlijn allerlei schelpen, wieren en kwallen te vinden. Doordat de wind naar zee waait, wordt het oppervlaktewater dezelfde richting in gedreven en stroomt het op een dieper niveau weer landinwaarts. Er ontstaat een onderstroom van zee naar land. kwallen die bijvoorbeeld een zwevend bestaan leiden in het water, komen in een aanlandige stroming terecht en kunnen gemakkelijk aanspoelen.
Bij heersende westenwind is de situatie omgekeerd. Het oppervlaktewater wordt richting land gevoerd en dit resulteert weer in een aflandige stroming op een lagere diepte. De dieren in en op het zand hebben de neiging verder de zee in te drijven. Deze situatie is ook voor zwemmers in de branding gevaarlijk.